# فیوزاریم
فیوزاریِم  (به انگلیسی: Fusarium) یک سردۀ بزرگ از کپک‌هاست که بخشی از گروهی که اغلب به عنوان هایفومایسیتیز می‌شناسند است که به طور گسترده‌ای در خاک گسترش می‌یابد و با گیاهان درگیر می‌شود. برخی از گونه ها مایکوتوکسین ها را در غلات تولید می کنند که می تواند سلامت انسان و حیوانات را در صورت وارد شدن به زنجیره غذایی با خطر مواجه کند. سموم اصلی تولید شده توسط این گونه Fusarium عبارتند از: فومونیزین ها و ترشیوتن ها. با وجود اکثر گونه های ظاهرا بی ضرر، برخی از گونه های Fusarium و گروه های زیرمجموعه از مهمترین پاتوژن های قارچی گیاهان و حیوانات هستند. نام این جنس از واژه یونانی Fusus به معنای دوک گرفته شده است.